# リンキーココ
リンキーココ (Linky Coco) は、株式会社バンダイが2019年11月から12月にかけて展開した、オリジナルキャラクタードールのシリーズである。正式名称は「Pittet（ピッテ）リンキーココ」。名称の「ピッテ」は幼い子供の手にぴったりなサイズであること、「リンキーココ」は「リンクする心」に由来する。
2019年11月16日に、小学生の女の子という設定のドール7種と、その父親・母親という設定のドール2種、ドールハウス1種、家具4種（セット含む）、ドレスセット2種が発売された。続いて同年12月28日にペットの犬と犬小屋のセットが追加発売された。それ以降は商品の発売はない。

## 概要

### 商品コンセプト
対象年齢は3歳からとされているが、特に幼い子供の初めての人形遊びに適した玩具として開発され、タカラトミー製のファッションドール「リカちゃん」などより年齢層を低く設定している。「リンキーココ」は「リンクする心」の意味で、初めて人形に触れる子供たちが、自分と人形との絆を感じながら遊んでほしいという願いが込められている。
7種類の人形は、それぞれ異なる髪色や髪型、目の色を持ち（瞳の色は3種類）、瞳の中には星が描かれている。またそれぞれに自らの興味関心や得意分野として、科学・生物・芸術の3分野が設定され、それがそのまま商品名となっている。
2010年代末期に発売された人形にふさわしく、旧来の「女の子らしさ」に基づくジェンダーに偏った設定を排し、小学生の少女たちが多彩な分野にチャレンジする様を通じて、リンキーココで遊ぶ幼い子供たちが「人形とリンク」しながら自らの将来像をイメージできるような教育的配慮がなされている。

### 主な仕様
身長は約14cmで、ほぼ1/12スケールに相当し、一般的なドールハウスのスケールに合わせている。タカラトミー「リカちゃん」の1/6スケールより小さく、エポック社「シルバニアファミリー」の約1/20よりは大きい。このサイズは子供の「手のひらサイズ」に合わせたものである。
頭とボディのバランスは「ブライス」や「プーリップ」のように頭が大きくなっている。また「リカちゃん」とは異なり「おとうさん」や「おかあさん」もボディサイズは共通で、服や靴を共用することができる。
目はリカちゃんのような描き目ではなく埋込式のドールアイで、長いまつ毛が付いており、本体を寝かせるとまぶたが閉じて眠ったように見えるギミックがついている。目を動かすために金属部品が内蔵されており、そのため本体を水に濡らすと錆びるおそれがあることから、商品の注意書きには「さびの原因になりますので、海には入れないでください」と書かれている。
球体関節人形のような完全な可動式ボディではないが、手足には関節が内蔵されており、足を90度曲げて付属の椅子に座らせたり、簡単なポーズを取らせることができる。またリカちゃんのように足裏がヒールのある靴を履けるよう傾斜しておらず、水平なためスタンドがなくても自立する。これらの仕様は幼い子供でも遊びやすいよう工夫されたものである。
着せ替え人形としての位置づけではないため、着替え用の服はパジャマと制服の2種類しか発売されなかった。

## 商品一覧

### 2019年11月16日発売

#### リンキーココ ドール
希望小売価格：3,850円（税込）。
ドールには服、ピアス、靴、ショーツ、ヘアバンド、フロアが付属する。
1. リンキーココ うたとダンス
- キャッチフレーズは「うたがすき！」。歌が好きでアイドルを目指す少女[2]。
- 髪色は薄ピンク、瞳の色は濃紫色[3]。
- セット内容は、ステージ、マイク、マイクスタンド。このドールのみヘアバンドが付属しない[3]。

2. リンキーココ おえかき
- キャッチフレーズは「おえかきがすき！」。絵が好きで画家を目指す少女[2]。
- 髪色は赤茶色、瞳の色は濃茶色[3]。
- セット内容は、イーゼル、絵筆、キャンバス[3]。

3. リンキーココ アニマル
- キャッチフレーズは「どうぶつがすき！」。動物が好きで猫を飼っている少女[2]。
- 髪色は金色、瞳の色は薄茶色[3]。
- セット内容は、ねこ、ねこちゃんタワー、ドーム（タワーに着ける物）[3]。

4. リンキーココ ピアノ
- キャッチフレーズは「ピアノがすき！」。ピアノが好きでピアニストを目指す少女[2]。
- 髪色は濃茶色、瞳の色は濃紫色[3]。
- セット内容は、ピアノ、椅子、楽譜[3]。

5. リンキーココ そらとほし
- キャッチフレーズは「ほしがすき！」。天体観測が好きで天文学者を目指す少女[2]。
- 髪色は薄茶色、瞳の色は青色[3]。
- セット内容は、天体望遠鏡。ヘアバンドが星柄になっている[3]。

6. リンキーココ ガーデニング
- キャッチフレーズは「おはながすき！」。植物が好きで花を育てる園芸少女[2]。
- 髪色は金色、瞳の色は薄茶色[3]。
- セット内容は、お花2個、フェンス（鉢花を掛ける物）、じょうろ。
- 服やヘアバンドも花柄になっている[3]。

リンキーココ サイエンス
- キャッチフレーズは「パソコンがすき！」。プログラミングが好きでロボットのプログラマーを目指す少女[2]。
- 髪色は水色、瞳の色は青色[3]。
- セット内容は、パソコンデスク、椅子、ロボット（デスクに取り付ける物）[3]。
- デスクとノートパソコンは一体成型で取り外せない。ロボットは取り外し可能[3]。

#### 両親ドール
希望小売価格：3,278円（税込）。
両親ドールには、服と靴とショーツが付属する。その他の付属品がないぶん安価になっている。
リンキーココ ココのおとうさん
- 髪色・瞳の色は濃茶色[3]。
- ポロシャツとチノパン風ズボンを着用。ピアスなし[3]。

リンキーココ ココのおかあさん
- 髪色・瞳の色は濃茶色[3]。
- ワンピースを着用。ピアス付き[3]。

#### 家具・ハウス
リンキーココ トイレセット
- 洋式便器と洗面所のトイレセット。掃除用ブラシと洗剤パーツ付き[3]。
- 希望小売価格：1,650円（税込）[3]

リンキーココ おふろセット
- 浴槽にシャワーの付いたユニットバス。シャンプー・リンス、タオル付き。
- 希望小売価格：1,650円（税込）[3]

リンキーココ キッチンセット
- 流し台とガスコンロが一体化したキッチン。調理小物や食器付き[3]。
- ガスコンロはつまみをひねると、火に見立てた赤いプラスチックの突起が出るギミックがある[3]。
- 希望小売価格：1,430円（税込）[3]

リンキーココ きほんの家具セット
- 上記の家具3点をセット売りにしたもの。単体で買うより合計で352円安い[3]。
- 希望小売価格：4,378円（税込）[3]

おおきくひろがる!リンキーココハウス
- 2階建てのドールハウス。付属のフロアを組み替えることで拡張や模様替えができる[3]。
- 小さな子供が遊んでも家具がばらけないよう、家具はフロアに固定式となっている[3]。

#### 着替えセット
リンキーココ きほんの生活セット
- パジャマ上下とヘア小物のセット[3]。
- セットの小物は、ヘアクリップ2個、ヘアブラシ・ヘアゴム各1個、収納用小物入れ[3]。
- 希望小売価格：2,618円（税込）[3]

リンキーココ せいふくセット
- セーラーカラーワンピース、茶色の靴、通学用小物のセット[3]。
- セットの小物は、かばん、カチューシャ、メガネ、腕時計、ノート[3]。
- 通学用小物はいずれも水色のプラスチック製[3]。
- 希望小売価格：1,650円（税込）[3]

### 2019年12月28日発売
リンキーココ わんちゃんとおうちセット
- 追加発売された、ペットの犬と犬小屋セット[3]。
- 犬2匹（柴犬とダックスフント）、すべり台付き犬小屋とフロア、小物のセット[3]。
- セットの小物は、エサと水入れ、おやつの骨[3]。